# Heather Moyse
Heather Moyse (Summerside (Prince Edward Island), 23 juli 1978) is een Canadese sportvrouw, die tweevoudig goudenmedaillewinnares is op de Olympische Spelen bij het bobsleeën. Daarnaast speelt ze rugby, doet ze aan baanwielrennen en atletiek (sprint en hink-stap-springen).

## Loopbaan
In 2005 begint Moyse met bobsleeën, nadat ze daarvoor is gevraagd naar aanleiding van haar carrière in de atletiek. In haar eerste jaar wordt ze al kampioen van Canada en tweede op de wereldbeker, samen met Helen Upperton. 
In 2006 worden Moyse en Upperton vierde op de Olympische Spelen in Turijn. Vier jaar later, op de Olympische Spelen in Vancouver, wint Moyse de gouden medaille samen met Kaillie Humphries. In 2014, in Sotsji, prolongeren zij hun olympische titel. 